# کاپیتول ایالت داکوتای جنوبی

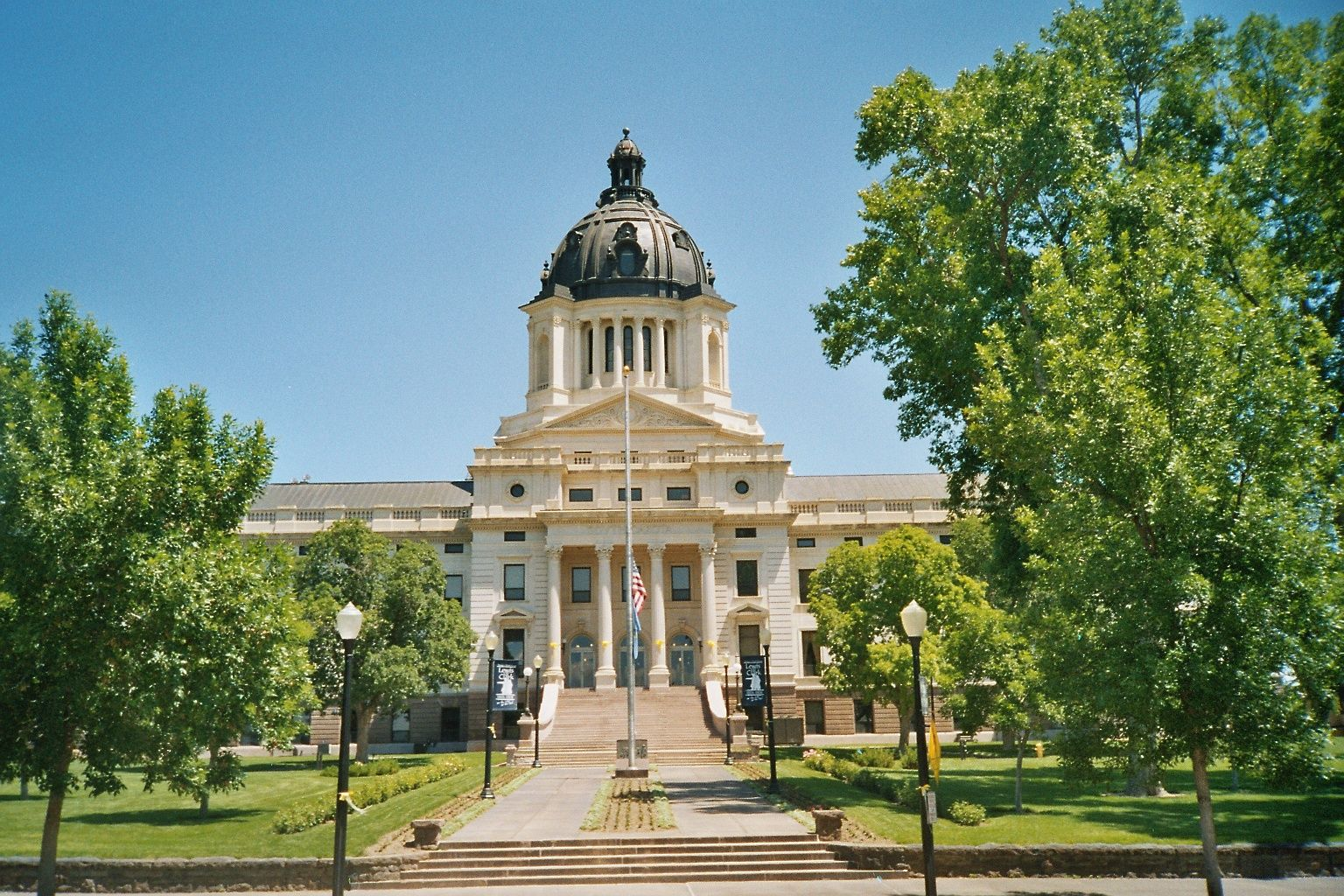

ساختمان پایتخت ایالت داکوتای جنوبی (South Dakota State Capitol) بنایی است که شاخه مقننه دولت داکوتای جنوبی در آن قرار دارد. معماران بنا طرح بنا را شبیه به ساختمان پایتخت ایالت مونتانا ساختند.
بنای کنونی در سال ۱۹۰۵-۱۹۱۰ ساخته گردید و در پییر قرار دارد.
این بنا هم خانه مجلس عوام است هم مجلس سنای ایالت.